# Dromendief
Dromendief is een single van de Nederlandse band Van Dik Hout uit 2000. Het stond in hetzelfde als tweede track op het album Ik jou & jij mij, waar het de eerste single van was.

## Achtergrond
Dromendief is geschreven door Martin Buitenhuis en Sandro Assorgia en geproduceerd door John Tilly. Het is een nederpopnummer waarin wordt gezongen over de goede kwaliteiten van de geliefde van de liedverteller. Het lied was ook onderdeel van de soundtrack van de film Rent a Friend van Eddy Terstall uit 2000.

## Hitnoteringen
De single was enkel in Nederland succesvol. In de Top 40 piekte het op de 37e plek en stond het twee weken in de lijst. In de tien weken dat het in de Mega Top 100 stond, kwam het tot de 44e positie.